# Mark Falco
Mark Peter Falco (Londra, 22 ottobre 1960) è un allenatore di calcio ed ex calciatore inglese, di origini italiane, di ruolo attaccante.

## Carriera

### Club
Durante la sua carriera ha giocato con Tottenham Hotspur, Chelsea, Watford, Rangers, Queens Park Rangers e Millwall.

## Palmarès

### Giocatore

#### Competizioni nazionali
- Coppa d'Inghilterra: 2

Tottenham Hotspur: 1980-1981, 1981-1982
- Charity Shield: 1

Tottenham Hotspur: 1981

#### Competizioni internazionali
- Coppa UEFA: 1

Tottenham Hotspur: 1983-1984